# 豊島龍山
豊島 龍山（とよしま りゅうざん、1904年 - 1940年（昭和15年）2月）は、東京都生まれの駒師。本名は豊島数次郎。伝承された駒字を改良し、近代将棋駒師の祖とされている。

## 概略
東京・浅草で材木商を営んでいた豊島太郎吉の息子。
大正の半ばごろに谷中坂町に移り、以前から手内職としていた将棋駒作りを家業として本格的に始める、父太郎吉に教え込まれ、駒作りで生計を支える。
それまでの駒作りに加えてさらに創意工夫を試み、単なる道具や遊具を超えた駒作りを目指し、駒そのものにも一種の芸術的味わいをもたらした。
たとえば、駒師の命といわれる駒の書体（22種類の書体を収録した「豊島字母帳」が現存する）を創意開発して残したり版木にして残したのは龍山が最初であった。
また、駒材となる黄楊に「虎斑」、「根杢」、「赤柾」を使用し黄楊の美しさをより引き立て、駒に芸術的な付加価値をあたえた（以前は柾目が基本使用であった）。
盛り上げ駒を考案したのも龍山が最初であった。
大正から昭和にかけて東京を拠点に活動した代表的な駒師の一人である。
将棋三家の大橋本家に伝わる後水尾天皇の銘を、龍山が筆写したのが「錦旗」書の始まり、幕末の「錦の御旗」から命名した、別名「豊島錦旗」とも言われ、現代将棋の四大書体の一つである。